# Zdeněk Hejduk
Zdeněk Hejduk (* 1. října 1959 Čáslav) je český fotograf, novinář a hudební publicista.

## Životopis
Vyučil se dřevomodelářem v ČKD Kutná Hora a následně vystudoval Střední průmyslovou školu slévárenskou v Brně. Od roku 1993 pracoval jako slévárenský technik a později vedoucí výroby v Kolíně ve slévárně neželezných kovů. Již v té době fotil a psal do tehdejších regionálních Kolínských novin. 
Od začátku 90. let spolupracoval externě s kolínskou kabelovou televizí ATS 1, pro kterou točil krátké reportáže.
Jako fotograf se zaměřuje především na kulturní akce – rockové festivaly, koncerty, divadelní představení a společenské akce.
Spolupracuje především s lokálním tiskem na Kolínsku a Kutnohorsku, mj. s deníky Kolínský deník, Kolínský pres a příležitostně také s celostátním deníkem Mladá fronta DNES. Své příspěvky především z oblasti hudby, včetně rozhovorů s hudebníky a dalšími umělci zveřejňuje mj. v časopisech Rockshock, Ring, Rock & Pop, Big Beng!, Naše muzika, aj.  Fotografie uveřejnil i v časopisech NEI Report a Playboy. 
Články podepisuje také akronymy hej nebo zhe. 
Od roku 2003 byl tři roky byl redaktorem Kolínského deníku. Předtím zde od roku 1997 uveřejňoval pravidelně seriál článků o kapelách Kolínska, ze kterého později vznikly i dvě samostatné knihy. 
Pro kolínskou rodačku, spisovatelku Irenu Fuchsovou, ilustroval fotografiemi jejích šest knih. Jeho fotografie se objevují také na obalech hudebnin (CD, kazety), především kapel a skupin z Kolínska. 
Od roku 2005 je ředitelem Městského společenského domu v Kolíně.
S manželkou Ladislavou má syna Zdeňka (1989–2023) a dceru Hanu (* 1983).
Na internetovém Rádiu Patriot má vlastní program nazvaný Hejdukova hudební hodinka, kam si zve k rozhovorům kapely a muzikanty. 

## Zajímavost
V rámci svého zájmu o fotografování a poté, když se začal setkávat na různých akcích se zajímavými a známými osobnostmi, si vytvořil přibližně v roce 1991 nový koníček – fotografování s celebritami. První byla fotka s Václavem Klausem, po besedě v divadle v Kolíně. V roce 2019 dosáhla jeho sbírka již přes dva tisíce dvojportrétů a zaplnila přes 20 alb. Ve sbírce má dvojportréty se známými umělci, politiky a sportovci (mj. Karel Kryl, Miloš Forman, Václav Havel, Václav Klaus, aj.) , včetně zahraničních osobností (např. Alain Delon, Pierre Brice, Ornella Muti, Claudia Cardinal, Roman Polański a další).  V roce 2019 mu Agentura Dobrý den Pelhřimov udělila Certifikát o vytvoření českého rekordu za největší sbírku fotografií se slavnými osobnostmi a zapsala rekord do České knihy rekordů.  

## Knižní ilustrace, výběr
Je autorem ilustrací/fotografií k šesti knihám kolínské rodačky, spisovatelky Ireny Fuchsové: 
- 2004 Když mne divadlo svléklo do naha
- 2004 Když je muž moc hodný
- 2005 Když chce žena zhubnout
- 2006 Když se žena naštve
- 2007 Když ženy mají své dny
- 2008 Když jsem potkal anděla

a několika knih novinářky Dany Čermákové, vydaných v nakladatelství Imagion of People:
- 2015 Richard Krajčo
- 2016 Tomáš Klus
- 2017 Paní zpěvačka Věra Špinarová
- 2017 Josef Pepe Vojtek
- 2019 Alain Delon – Ďábelský anděl
- 2021 Marek Ztracený – Z písničkáře hitmaker

## Výstavy, výběr

### Samostatné
- 2002 Roky v rocku, Malá galerie Na hradbách, Kolín
- 2002 Tváře hudebního léta, Galerie Na roštu, Kolín
- 2004 Tváře rockového léta, Kino 99, Kolín
- 2005 Dvě múzy, Galerie Naivní anděl, Kolín
- 2006 Ohlédnutí za rockovým létem, Kino 99, Kolín
- 2006 Jen si tak povyskočit, Kino 99, Kolín
- 2009 Zdeněk Hejduk, Kremličkova síň, Regionální muzeum Kolín
- 2009 Japonské obrázky, Malá galerie Na hradbách, Kolín
- 2009 Festivaly, Kino 99, Kolín
- 2012 Ozvěny hudebního léta, Galerie Céčko DDM, Kolín
- 2019 Zdeněk mezi hvězdami aneb když selfie bylo ještě neznámým slovem, Městský společenský dům, Kolín

### Společné
- Ohlédnutí za festivalem Rock for People – Rock Café Praha, Abaton Praha, Muzeum Český Brod
- 2012 Kmochův Kolín pohledem 4 fotografů – Kolín

### Stálé instalace
- Klub Pharao, Kolín (do r. 2009)
- Lidový dům, Český Brod
- U Vodvárků, Kolín